# 史蒂夫·克拉克 (足球运动员)
史提芬·"史提夫"·奇勒（英語：Stephen "Steve" Clarke，1963年8月29日—）是一名前蘇格蘭足球運動員，場上司職後衛，現時擔任蘇格蘭足球代表隊的教练。
奇勒於球員時期效力聖美倫、車路士和代表蘇格蘭參加國際賽，與踢球事業的黃昏期在車路士贏得三項重要錦標。退役後轉任教練，先後任教紐卡素、車路士、韋斯咸和利物浦，於2012年6月曾獲西布朗委任為主教練，現任為蘇格蘭國家隊教練一職。

## 生平

### 球員
奇勒於為貝斯少年隊（Beith Juniors）上陣時被聖美倫相中而開展職業足球事業，最初只是簽署兼職合約，其時他剛完成器械工程的學徒訓練。1987年2月奇勒以42萬2,000英鎊南下英格蘭轉投車路士，他一直留效「藍軍」至1998年才告退役，上陣421場，是球隊贏得1997年足總盃、1998年聯賽盃和1998年歐洲盃賽冠軍盃的成員之一。而在斯德哥爾摩對史特加的歐洲盃賽冠軍盃決賽正是奇勒收官戰。2005年奇勒獲選為車路士的世紀十一人，佔據右閘的席位。

### 教練
紐卡素
1998年奇勒追隨在車路士效力時的老上司古烈治加盟紐卡素，擔任助理領隊。於古烈治辭職後，奇勒頂上出任看守領隊，暫代職務約一個月。
車路士
奇勒重返車路士擔任青年軍教練，於2004年夏季在摩連奴上任領隊後獲提升為助理領隊。在摩連奴任教的三年內，車路士贏得兩屆英超冠軍、1次足總盃及2次聯賽盃錦標，奇勒是教練團成員之一，期間他於2006年取得歐洲足協專業牌照（UEFA Pro Licence）。
當摩連奴於2007年9月離開車路士後，繼任領隊格蘭留用奇勒，但同時引入坦卡特擔任相同的職位。格蘭和坦卡特兩人於2007/08年球季結束後雙雙離隊，BBC體育和泰晤士报同時報導奇勒雖然仍然留在車路士的教練團，但他希望尋找擔任領隊的機會。車路士引用他對球會的忠誠、廣受球迷歡迎和於摩連奴離隊後的工作向奇勒保證他的地位不變。
韋斯咸
2008年9月12日，奇勒向車路士呈辭，要求轉投韋斯咸協助前車路士隊友蘇拿，切爾西最初拒絕他的辭職，並要求賠償兩年薪金。最終兩間球會達成協議，奇勒於9月15日正式成為韋斯咸的一隊教練。
2008/09年球季韋斯咸在英格兰足球超级联赛排第9位，蘇拿與奇勒一同獲得延長合約，使奇勒成為聯賽中最高薪的助理領隊。翌季球隊的成績大倒退，僅僅逃脫降班的厄運。2010年6月，於蘇拿被革職後不久，奇勒亦與韋斯咸提前解約離隊。
利物浦
2011年1月10日獲於兩日前接替被炒的鶴臣出任領隊的名宿杜格利殊委任為利物浦的一隊教練，兩人成功扭轉球隊的頹勢，上任後平均每仗取得約兩分，更大大改善千瘡百孔的防線。2011年5月12日杜格利殊與奇勒一同簽訂三年新約，奇勒繼續留任一隊教練。2012年5月4日於利物浦開除杜格利殊後奇勒亦提出辭職，初時遭球隊拒絕，但當罗杰斯於6月6日獲委為新領隊後，奇勒獲准離隊，他表示是被球隊革退。
西布朗
2012年6月8日，英超球會西布朗宣佈委任奇勒為新領隊，簽約兩年，是他首次在球會擔當主帥的重責，西布朗在奇勒麾下於英超球季揭幕戰主場3–0擊敗他的舊東家利物浦，其後作客1–1賽和熱刺，再返回山楂球場以2–0殺退到訪的愛華頓。
2013年12月14日，西布朗作客卡迪夫城負0:1後聯賽四連敗，賽後領隊奇勒隨即被革退。
雷丁
2014年12月15日，奇勒獲英冠球會雷丁聘請接掌球隊，簽約兩年半。
2015年12月4日，克拉克被雷丁解雇。
阿斯顿维拉
2016年6月6日，刚刚降入英冠联赛的阿斯顿维拉宣布克拉克成为球队的助理教练，辅佐主教练罗伯托·迪马特奥。
蘇格蘭
2019年5月，蘇格蘭足協官方稱，奇勒已經辭去基馬諾克足球俱樂部主教練一職務，正式接任蘇格蘭國家隊主帥。

## 榮譽

### 球員
車路士
- 英格蘭足總盃：1997年；
- 英格蘭聯賽盃：1998年；
- 歐洲盃賽冠軍盃：1998年；
- 英格蘭足總會員盃：1990年；

個人
- 車路士年度最佳球員：1994年；
- 車路士的世紀十一人：2005年；

### 教練
車路士
- 英格兰足球超级联赛：2004/05年、2005/06年；
- 英格蘭足總盃：2007年；
- 英格蘭聯賽盃：2005年、2007年；

利物浦
- 英格蘭聯賽盃：2012年；

## 外部連結
- 足球数据库：史蒂夫·克拉克的球员统计数据
- 足球資料庫：史蒂夫·克拉克的領隊統計數據
- 史蒂夫·克拉克 — 蘇格蘭足球協會